# Shantae: Half-Genie Hero
Shantae: Half-Genie Hero, stiliserad som Shantae: ½ Genie Hero, är ett sidscrollande plattformsspel som utvecklats av WayForward Technologies till Microsoft Windows, Playstation 4, Playstation Vita, Wii U, Xbox One och Nintendo Switch. Det är det fjärde spelet i Shantae-serien, efter Shantae and the Pirate's Curse. Spelet släpptes till Microsoft Windows, PlayStation 4, PlayStation Vita, Wii U och Xbox One december 2016 och till Nintendo Switch juni 2017.
Spelet finansierades via Kickstarter. Även om kampanjen slutade i oktober 2013 accepterade WayForward fortfarande donationer via PayPal på sin webbplats fram till december 2014 och samlade in över $ 900.000 USD.